# Mitch Johnson
Mitchell Johnson (Seattle, 29 de novembro de 1986) é um treinador e ex-basquetebolista americano. Atualmente é o treinador principal do San Antonio Spurs da National Basketball Association.
Anteriormente, ele atuou como técnico interino e assistente técnico do Spurs e atuou como assistente técnico do Austin Spurs de 2016 a 2019. Ele jogou basquete universitário pelo Stanford Cardinal.

## Juventude e vida pessoal
Johnson nasceu em Seattle, Washington, Estados Unidos, em 29 de novembro de 1986. Ele é filho do ex-jogador da NBA John Johnson, que venceu as finais da NBA de 1979 com o Seattle SuperSonics, e Jenny Redman.

## Carreira no colégio
De 2002 a 2005, Johnson jogou pelo Colégio O'Dea sob o comando do técnico Phil Lumpkin, onde foi capitão do time. Durante seu tempo em O'Dea, ele foi quatro vezes selecionado para o All-Metro, três vezes homenageado pelo All-area, duas vezes All-State, MVP do torneio estadual e MVP da Metro Conference. Ele teve uma média de 22 pontos e oito assistências em sua última temporada e ajudou a levar O'Dea a dois campeonatos estaduais.

## Carreira na universidade
Johnson jogou na Universidade Stanford pelo Cardinal de 2005 a 2009.

### Temporada como novato (2005–2006)
Fonte:
Johnson jogou 30 partidas durante sua primeira temporada, sendo titular em 20 delas. Ele fez sua estreia na faculdade contra a UC Irvine em 19 de novembro de 2005, jogando 19 minutos como reserva, e teve sua primeira partida como titular na faculdade em 31 de dezembro de 2005, contra a USC, onde marcou seis pontos em 23 minutos de ação. Durante sua primeira temporada, ele registrou um total de 98 assistências e 25 roubos de bola, o segundo maior número do time. Johnson foi escolhido como Menção Honrosa pelo All-Freshman Team.

### Temporada como segundanista (2006–2007
Fonte:
Durante a segunda temporada de Johnson, ele jogou 31 partidas e foi titular em 20. Ele registrou 103 assistências, o segundo maior número do time, enquanto liderava o time em roubos de bola, com 29. Em 19 de dezembro de 2006, Johnson registrou a maior marca da temporada, com 10 assistências, contra o Fresno State. Em 15 de fevereiro de 2007, Johnson registrou 8 rebotes contra Oregon State. Johnson marcou 12 pontos contra o Oregon em 17 de fevereiro. Johnson marcou 11 pontos, quatro assistências e 4 rebotes em 1º de março contra o Arizona State.

### Temporada como júnior (2007–2008)
Fonte:
Johnson jogou em todas as 36 partidas de seu time, sendo titular em 35 delas. Em 10 de novembro de 2007, Johnson marcou 14 pontos contra Northwestern State. Ele jogou contra o Northwestern novamente em 15 de novembro, onde marcou 11 pontos, seis rebotes e sete assistências. Em 3 de janeiro de 2008, ele marcou 10 pontos em cinco arremessos contra a UCLA em 38 minutos de ação. Johnson registrou nove rebotes em 13 de janeiro contra Oregon. Em 26 de janeiro, Johnson marcou 16 pontos, seu recorde pessoal, além de cinco rebotes e sete assistências, vencendo a Califórnia. Em 24 de fevereiro, Johnson contribuiu com 11 pontos e registrou 14 pontos, além de seis assistências em 28 de fevereiro contra Washington. Johnson conseguiu seu primeiro double-double universitário em 13 de março, com 11 pontos e 10 rebotes contra o Arizona. Durante o torneio PAC—10 contra a UCLA em 15 de março, Johnson registrou sete pontos, sete rebotes e cinco assistências. Durante o torneio da NCAA contra Marquette em 22 de março, Johnson registrou 16 assistências, o recorde de sua carreira, quebrando o recorde de Stanford de assistências em um jogo. Ele registrou oito assistências contra o Texas em 28 de março.

### Temporada como veterano (2008–2009)
Fonte:
Johnson foi titular em todos os 32 jogos em que atuou. Em 14 de novembro de 2008, Johnson registrou 11 pontos e seis assistências, vencendo Yale. Em 20 de dezembro, Johnson empatou seu recorde anterior de carreira, com 16 pontos em 5 de 5 arremessos de quadra e 4 de 4 arremessos de 3 contra Northwestern. Em 23 de dezembro, Johnson marcou 14 pontos contra Santa Clara e marcou 14 pontos novamente em 30 de dezembro contra Hartford. Em 8 de janeiro de 2009, Johnson contribuiu com 10 pontos contra Washington. Em 28 de fevereiro, Johnson contribuiu com 10 pontos e quatro assistências contra o USC. Ele conseguiu mais de 500 assistências na carreira em 5 de março, vencendo o Arizona State. Em 12 de março, Johnson subiu para o segundo lugar na lista de assistências de Stanford após registrar cinco assistências contra Washington.

## Carreira profissional
Depois de deixar Stanford, Johnson não foi selecionado no draft da NBA de 2009. Ele se juntou ao Tulsa 66ers em 1º de novembro de 2009. Em 16 de dezembro de 2009, Johnson foi dispensado pelos 66ers. Johnson jogou profissionalmente na NBA G League e na Europa por três anos, antes de decidir seguir seu coração e se tornar treinador.

## Carreira como treinador

### Início da carreira
Antes de treinar o Austin Spurs, Johnson foi estagiário de treinamento na Universidade Seattle em 2011, atuou como treinador de um time da AAU na Nike Elite Youth Basketball League, e se tornou treinador assistente do Portland Pilots na Universidade de Portland. Johnson foi treinador assistente dos Pilots durante a temporada 2015–2016.

### Austin Spurs (2016–2019)
Johnson começou sua carreira de treinador na NBA como assistente técnico do Austin Spurs em 2016. Johnson venceu a NBA G League com o Austin Spurs em 2018.

### San Antonio Spurs (2019–presente)
Em 20 de setembro de 2019, o San Antonio Spurs contratou Johnson para ser assistente técnico do técnico Gregg Popovich. Ele foi promovido pelos Spurs a treinador assistente em tempo integral em 12 de novembro de 2020 e substituiu o treinador assistente Tim Duncan, que deixou seu cargo nos Spurs. Em 15 de maio de 2021, Johnson foi o técnico interino na derrota por 140-103 contra o Phoenix Suns, enquanto Popovich assistia à introdução de Tim Duncan no Hall da Fama do Basquete. Johnson foi o técnico interino novamente na vitória por 110 a 99 contra o Indiana Pacers em 2 de março de 2023, já que Popovich não pôde treinar devido a uma doença. Em 2 de novembro de 2024, Popovich foi afastado indefinidamente do cargo de treinador devido a um problema de saúde, que acabou sendo revelado como um derrame, e Johnson se tornou o técnico interino do Spurs. Ele começou a treinar os Spurs em 2 de novembro em um jogo contra o Minnesota Timberwolves, tendo sido informado duas horas e meia antes do início que Popovich não estava disponível para treinar devido a uma doença, e os Spurs venceram por 113–103 contra os Timberwolves. Esta também é a terceira vez que Johnson atua como técnico interino dos Spurs. Johnson atuou como treinador principal interino até o final da temporada 2024-25 devido a Popovich ficar fora do comando técnico pelo resto da temporada.
Em 2 de maio de 2025, Johnson foi promovido a técnico principal dos Spurs, após a decisão de Popovich de renunciar após 29 temporadas.